# Jilmovník

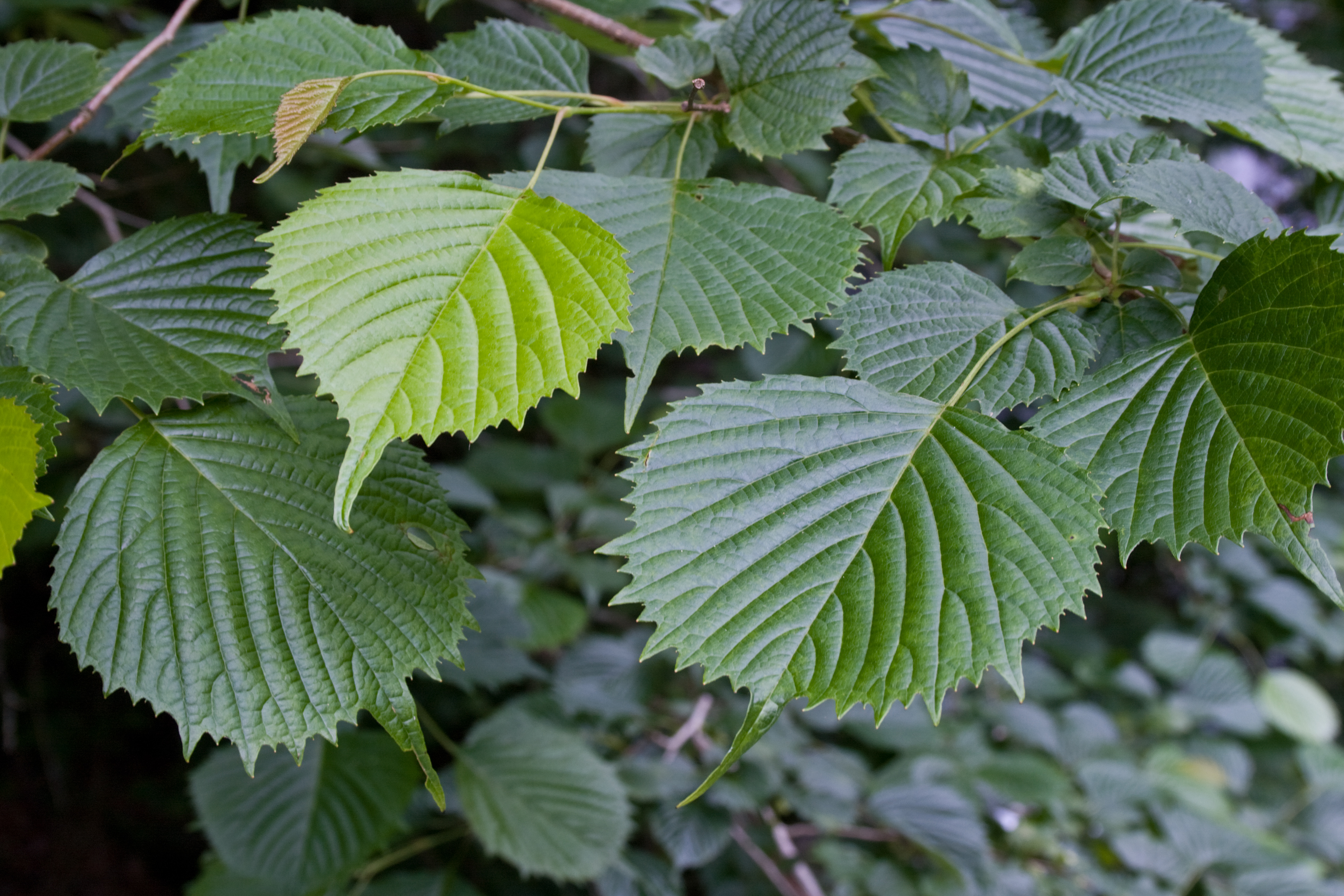
Listy jilmovníku mnohomužného

Jilmovník (Euptelea) je jediný rod čeledi jilmovníkovité (Eupteleaceae) z řádu pryskyřníkotvaré (Ranunculales). Zahrnuje 2 druhy opadavých dřevin s jednoduchými listy a drobnými bezobalnými květy. Vyskytují se v Asii. Jilmovníky se zřídka pěstují i v České republice.

## Popis
Jilmovníky jsou opadavé keře nebo stromky se střídavými jednoduchými listy bez palistů. Listy jsou řapíkaté, se zpeřenou žilnatinou. Květy jsou bezobalné (bez kališních a korunních lístků), oboupohlavné nebo oboupohlavné a samčí (andromonoecie), ve svazečcích vyrůstajících v úžlabí listenů na bázi olistěných výhonů. Rozkvétaji před rašením listů. Rozkvétají před olistěním. Tyčinek bývá 6 až 19. Gyneceum je svrchní, složené ze 6 až 18 (nebo až 31) ne zcela uzavřených, volných plodolistů, obsahujících každý po 1 až 3 vajíčkách. Plodem je souplodí několika malých, nepukavých, křídlatých plůdků typu samara.
Rod zahrnuje jen dva druhy (někteří autoři rozlišují 3). Vyskytují se v Asii od Indie a Číny po Japonsko.

## Význam
Jilmovníky se v ČR poměrně zřídka pěstují jako okrasné keře s nápadným podzimním vybarvením listů. Mají spíše sbírkový význam. Nejčastěji pěstovaným druhem je jilmovník mnohomužný, který je uváděn např. ze sbírek Dendrologické zahrady v Průhonicích, Pražské botanické zahrady v Tróji a Arboreta MU v Brně.

## Zástupci
- jilmovník Franchetův (Euptelea pleiosperma) - roste v západní Číně, Bhútánu a severovýchodní Indii v nadmořských výškách 900 až 3600m (synonyma Euptelea davidiana, Euptelea delavayi, Euptelea franchetii, Euptelea minor).
- jilmovník mnohomužný (Euptelea polyandra) - horské lesy středního a jižního Japonska.